# Виланова (Рим)
Виланова је насеље у Италији у округу Рим, региону Лацио.
Према процени из 2011. у насељу је живело 15117 становника. Насеље се налази на надморској висини од 68 м.